# Перемилівська сільська рада (Млинівський район)
Переми́лівська сільська́ ра́да — колишній орган місцевого самоврядування у Млинівському районі Рівненської області. Адміністративний центр — село Перемилівка.

## Загальні відомості
- Перемилівська сільська рада утворена в 1940 році.
- Територія ради: 27,3 км²
- Населення ради: 636 осіб (станом на 2001 рік)

## Населені пункти
Сільській раді підпорядковані населені пункти:
- с. Перемилівка
- с. Іванківці
- с. Лукарівка
- с. Мошків

## Склад ради
Рада складається з 12 депутатів та голови.
- Голова ради: Харкевич Василь Васильович
- Секретар ради:

### Керівний склад попередніх скликань
| Прізвище, ім'я, по батькові | Основні відомості                                                                     | Дата обрання | Дата звільнення |
| --------------------------- | ------------------------------------------------------------------------------------- | ------------ | --------------- |
| Харкевич Василь Васильович  | Сільський голова, 1966 року народження, освіта вища, член Української Народної Партії | 26.03.2006   | 31.10.2010      |
| Харкевич Василь Васильович  | Сільський голова, 1966 року народження, освіта вища, безпартійний                     | 31.10.2010   |                 |

Примітка: таблиця складена за даними сайту Верховної Ради України